# Oribatula zicsii
Oribatula zicsii är en kvalsterart som först beskrevs av Bayoumi 1979.  Oribatula zicsii ingår i släktet Oribatula och familjen Oribatulidae. Inga underarter finns listade i Catalogue of Life.